# 從物
從物（拉丁語： appurtenances）為不屬於主物的成分、與主物同屬一人所有及可協助主物的效用的物，主物與從物的劃分如交易上有特別習慣者，則依習慣為優先考量；從物的處分效果及所有權歸屬與主物相同。如汽車的備胎、燈的燈罩、腳踏車的鈴鐺、小船的槳、電視的遙控器等皆屬之。從物一般須具備以下要件：

## 為獨立之物
主物與從物皆屬獨立之物，從物並非主物的成分，因一物一權，所以主物與從物共有兩個所有權。動產及不動產皆能作為從物。

## 常助主物的效用
依照從物的性質，需恆常性地協助主物經濟目的的效用，從物與主物具有功能性的關聯，並有主從關係。

## 須與主物屬同一人所有
主物與從物同屬一人，可維持使用該物的便利性，並維護經濟上的利益；主物與從物如分屬兩人，將無法發揮從物的效用，也可能減少主物的效用，所以法律規定主物處分的效力及於從物，以避免減損物的價值及妨害經濟上的效用，但當事人另有約定，則依當事人約定。

## 交易上無特別習慣
一般習慣上如對某物判斷為主物或從物，應優先適用交易習慣，交易上認為裝糧食的麻袋、西式火爐的煙囪並不屬於從物。